# 오카자키 도모미
오카자키 도모미(일본어: 岡崎 朋美, おかざき ともみ, 1971년 9월 7일~)는 일본의 은퇴한 스피드스케이팅 선수이다. 주 종목은 단거리이며, 주로 500m에서 활동했다. 올림픽에 5번(1994년, 1998년·2002년·2006년·2010년) 참가했으며, 특히 자국에서 열린 1998년 동계 올림픽 500m에서 동메달을 획득했다. 그 외에도 세계 종목별 선수권 대회에서 세 차례(1996년, 1998년, 1999년) 500m 부문 동메달을 획득했다.

## 경력
홋카이도 샤리군 출신이며, 소학교 3학년때 스케이트에 입문했다. 학업을 마친 후 빙상 명문 실업팀인 후지 급행에 입단했다. 
오카자키는 30대 중반에 접어든 노장의 나이에도 2006년 토리노 동계 올림픽에 참가, 500m 경기에서는 18세나 어린 대한민국의 이상화와 한 조가 되어 경기를 치러 4위에 올랐다. 2010년 동계 올림픽에도 38세의 나이로 참가하여 일본 선수단 주장을 맡고 개회식에서 국기를 들고 입장했으며, 경기에서는 500m에 출전하여 16위를 기록하였다.  2014년 동계 올림픽 국가대표 선발전에 출전했으나 대표 선발전 탈락 후 현역에서 은퇴했다. 젊은 시절에는 밝은 표정과 귀여운 외모로 큰 인기를 모았고, 적지 않은 나이에도 성실하게 훈련하는 모습을 보여주며 존경을 받았다.